# 萬格爾峰
47°11′4″N 11°46′31″E / 47.18444°N 11.77528°E

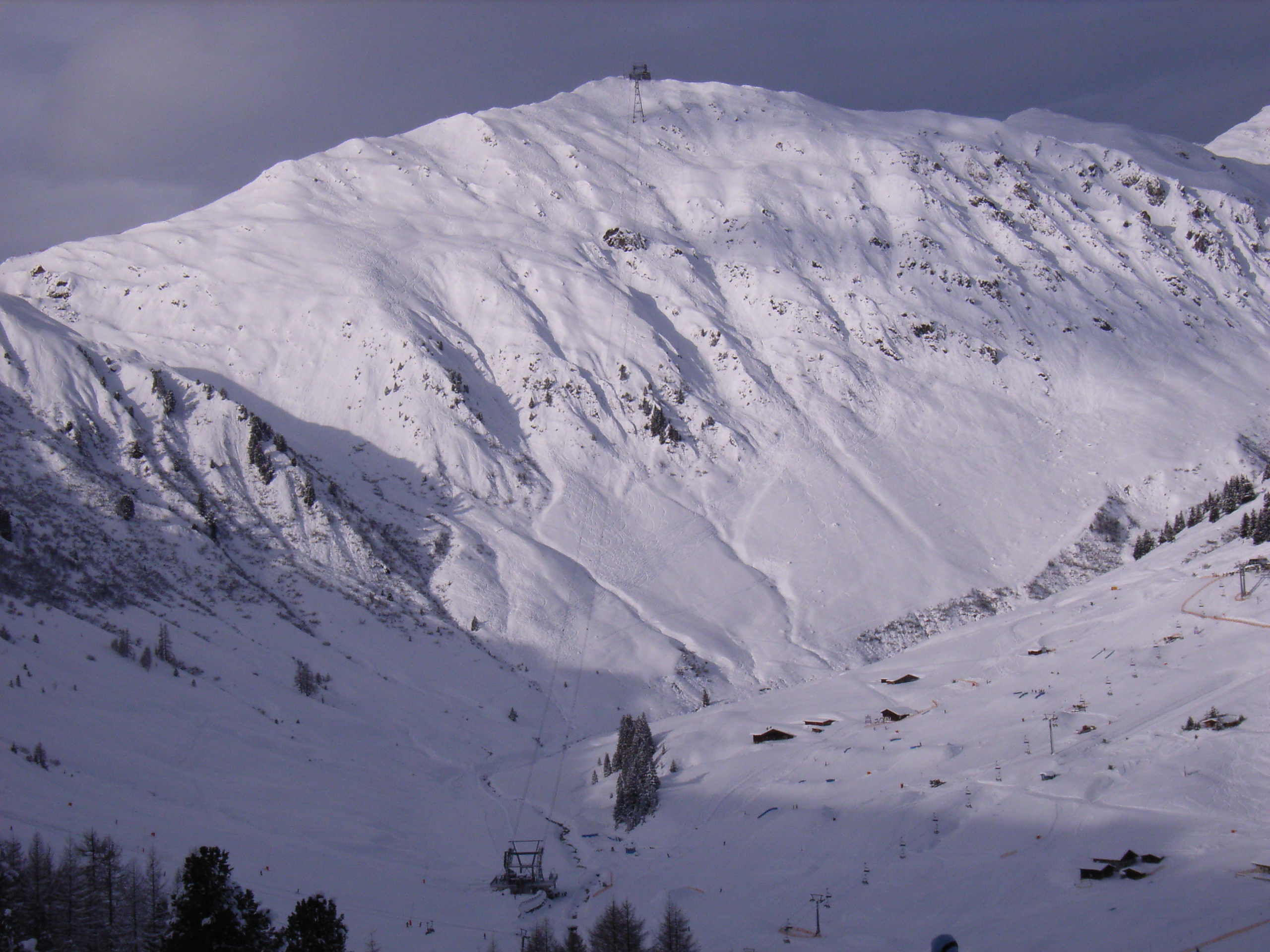

萬格爾峰（德語：Wanglspitze），是奧地利的山峰，位於該國西部，由蒂羅爾州負責管轄，屬於圖克斯山的一部分，處於邁爾霍芬西北面約7公里，海拔高度2,420米，每年平均降雨量1,806毫米。